# Evolution (Twins專輯)
《Evolution》為香港組合Twins在2003年9月所推出的廣東專輯，而專輯中的十首歌曲都是各種不同的音樂風格。全碟制作人为伍乐城。

## 簡介
以《進化論》名為新碟，Twins希望以此表示對音樂的熱切訴求，並不斷改進的決心。由古典音樂到流行音樂，可在碟內10首新歌中一一找到，當中包括有華爾滋、拉丁美洲音樂等。
自2001年第一張EP開始，伍樂城便擔任Twins的音樂監製，這次的大碟也不例外，10首歌裡面伍樂城的作品一共7首，差不多佔全碟。當中，「亂世佳人」走一貫的公式情歌并加入鄉村民謠的風格，「你講你愛我」則以百老匯的音樂襯底，是Twins入行以來錄音時間最長的一首歌，「慌心假期」曲風屬源自巴西的Bossa Nova，是Twins的新嘗試。「朋友的愛」加入大量和音。
後五首中，「夏日狂嘩」是首動感快歌，對於Twins來說，唱這類作品的新鮮感其實已不大，「高溫瑜珈」是繼孫燕姿的「神奇」後的印度曲風歌曲。馮翰銘第一次為Twins寫歌「香港紐約」，類似風箏與風的二重唱演繹，單立文則首次為Twins寫了搖滾風格的「Beautiful Day」，黃丹儀寫了「三角圓舞」。

## 曲目
| 曲序     | 曲目                 |          | 作曲     | 编曲        | 备注     | 时长  |
| -------- | -------------------- | -------- | -------- | ----------- | -------- | ----- |
| 1.       | 亂世佳人             | 林夕     | 伍樂城   | 伍樂城      | 第二主打 | 4:19  |
| 2.       | 你講你愛我           | 黃偉文   | 伍樂城   | 伍樂城      |          | 3:35  |
| 3.       | 慌心假期             | 林夕     | 伍樂城   | 伍樂城      |          | 3:13  |
| 4.       | You Know What I Mean | 甄健強   | 伍樂城   | 伍樂城      |          | 2:20  |
| 5.       | 朋友的愛             | 黃偉文   | 伍樂城   | 伍樂城      |          | 3:27  |
| 6.       | 夏日狂嘩             | 林夕     | 伍樂城   | 伍樂城      | 第一主打 | 2:56  |
| 7.       | 高溫瑜伽             | 黃偉文   | 伍樂城   | 伍樂城      |          | 3:26  |
| 8.       | 香港紐約             | 林夕     | 馮翰銘   | 馮翰銘      |          | 3:45  |
| 9.       | Beautiful Day        | 黃偉文   | 單立文   | 單立文      |          | 3:35  |
| 10.      | 三角圓舞             | 林夕     | 黃丹儀   | 舒文 黃丹儀 |          | 3:36  |
| 总时长： | 总时长：             | 总时长： | 总时长： | 总时长：    | 总时长： | 34:12 |

## 曲目風格
這張大碟以“通過10種不同風格的曲目展現音樂進化”為主題，每一首歌對應一種音樂風格，對應列表如下：
1. 亂世佳人 （音樂風格：Ballad）
2. 你講你愛我 （音樂風格：Broadway）
3. 慌心假期 （音樂風格：Bossa Nova）
4. You Know What I Mean （音樂風格：60's Rockability）
5. 朋友的愛 （音樂風格：R&B）
6. 夏日狂嘩 （音樂風格：Latin）
7. 高溫瑜伽 （音樂風格：Indian）
8. 香港紐約 （音樂風格：Country）
9. Beautiful Day （音樂風格：L.A. Grunge）
10. 三角圓舞 （音樂風格：Waltz）

## MV
亂世佳人（页面存档备份，存于）
你講你愛我（页面存档备份，存于）
朋友的愛（页面存档备份，存于）
夏日狂嘩（页面存档备份，存于）

## 發行版本
| 發行地區        | 版本       | 介質 | 附註 | 發行日期      |
| 香港            | 首批限量版 | CD   | 镀银双封面设计 随碟附送赠品： - 华菱迷你雪柜换领券（数量有限 换完即止） - H2O Twins 护肤心得及优惠券 - Twins Mobile 现金优惠券/修身堂现金优惠券 - Neway Twins + Boy'z夏日K计划独家剧照换领券 - EEG FamilyTwins 中秋灯笼及游泳产品现金优惠券 | 2003年9月25日 |
| 大陸            | 大陸引进版 | CD   | 歌曲“三角圆舞”被审核视为涉及“三人性行为”内容，故大陆版并未收录该曲目 | 2003年10月    |
| 大陸            | 大陸引进版 | 卡帶 | 歌曲“三角圆舞”被审核视为涉及“三人性行为”内容，故大陆版并未收录该曲目 | 2003年10月    |
| 新加坡/馬來西亞 | 新馬版     | CD   | | 2003年10月    |
| 新加坡/馬來西亞 | 新馬版     | 卡帶 | | 2003年10月    |

## 派台成績
1. ↑  《Evolution》專輯内頁